# Aulnois (rivier)
De Aulnois is een riviertje in het stroomgebied van de Maas.
Zij stroomt in het arrondissement Virton in het zuiden van Belgische Provincie Luxemburg en het noorden van het Franse departement Ardennes. De Aulnois ontspringt in het Bos van Muno in de gemeente Florenville en stroomt nadat de Matton erin uitmondt bij Carignan in de Chiers, die op haar beurt in de Maas uitstroomt. De Aulnois stroomt 18 km voornamelijk door de Franse Ardennen.